# Hedley
Хедли (енгл. Hedley) је канадска рок група, која је основана 2004. године.

## Историја
Групу чине Џејкоб Хогард (главни вокал), Томи Мек (басиста), Дејв Росин (главни гитариста) и Крис Крипин (бубањ). Име Хедли је из Хогардове старе групе (измењени су чланови). Група је основана у Аботсфорду а добили су име по градићу Хедли у Британској Колумбији.